# Orden social

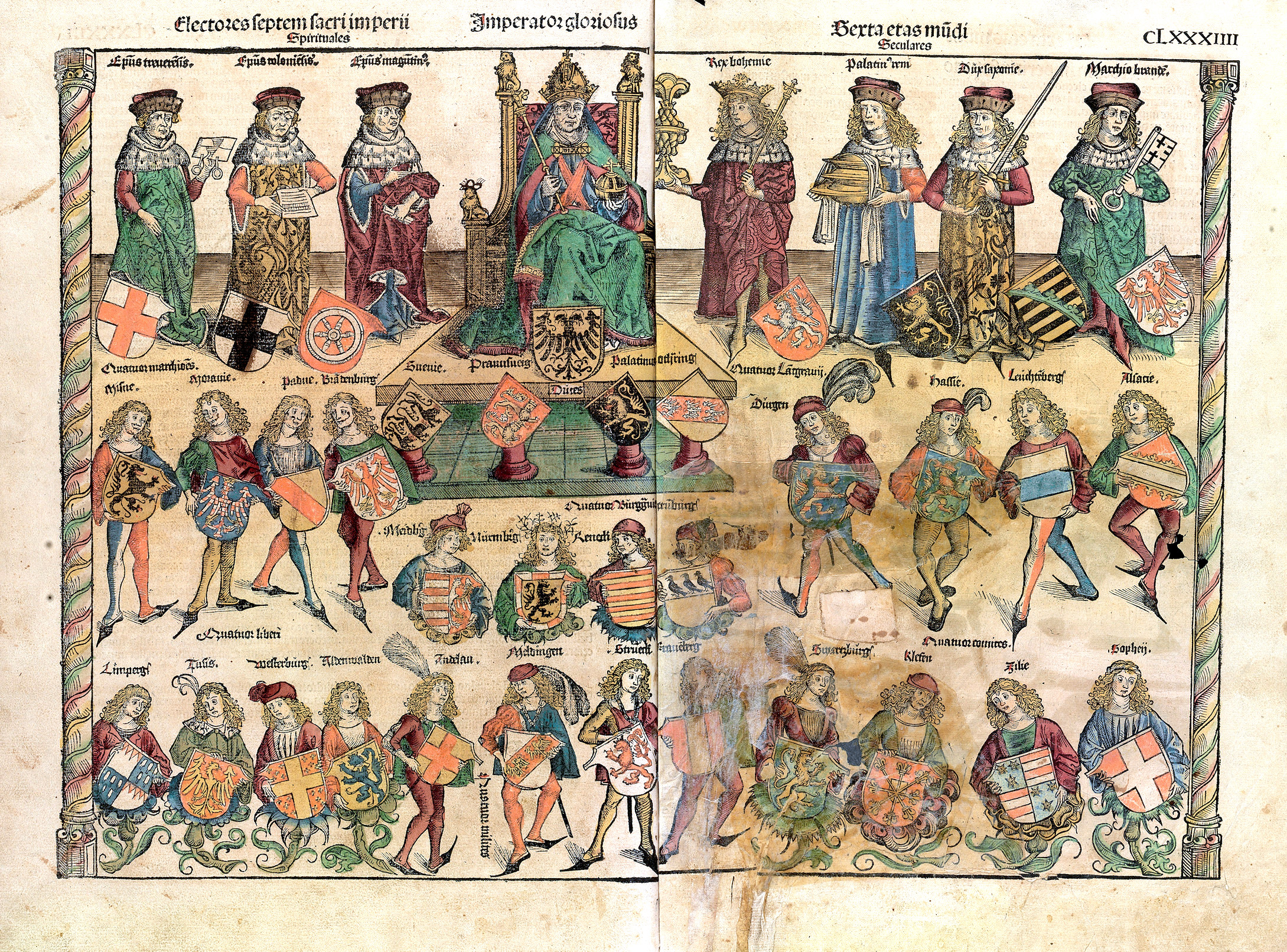
Die Schedelsche Weltchronik *Hartmann Schedel (1440-1514) *Liber cronicarum Lateinische Ausgabe. Koloriert *Nürnberg: Anton Koberger 12.Juli 1493 *Die staatliche Hierarchie des Heiligen Römischen Reiches: Die Quaternionen, Blatt 183v/184r der lateinisc

Orden social es un concepto de las ciencias sociales que designa a la estructura social entendida como mantenimiento de la jerarquía, las normas y las instituciones.
Las formas de relación y comportamiento social consideradas incompatibles con tal orden definen, por oposición, el denominado comportamiento antisocial y la marginalidad. El mantenimiento del orden social no implica que dentro de él no exista "desorden" o contradicciones inherentes. Toda sociedad, independientemente de su permanencia o estabilidad, presenta aspectos caóticos o disfuncionales; así como existen los conflictos sociales y el "disenso" de los disidentes. La forma en que tales disfunciones y disidencias se gestionan (represión, tolerancia, asimilación, negación) definirá el grado de reformismo, progresismo, conservadurismo o autoritarismo social.
El orden social es un sistema de instituciones, marcos e interacciones relativamente persistente, capaz de continuar reproduciéndose por sí mismo mientras se mantengan las condiciones esenciales de su propia existencia. Tales condiciones incluyen las relaciones de producción, la propiedad, las relaciones de poder, las formas y expresiones culturales y de comunicación, la ideología o los valores.
Conceptos confluyentes, pero no idénticos, son otros como estratificación social, el de orden público, el de cuerpo social o el de sociedad civil.
No debe confundirse con conceptos característicos del Antiguo Régimen, como la división social en órdenes (sociedad de órdenes o sociedad estamental), las órdenes religiosas o las órdenes militares.

## El orden social en la teoría social
El concepto de orden social, cómo y por qué existe, es uno de los temas centrales de la sociología. Se reconoce a Thomas Hobbes como el primero en formular claramente el problema, así como su propuesta de explicación: la noción de  contrato social.
La teoría social de autores como Karl Marx, Émile Durkheim, Talcott Parsons y Jürgen Habermas propuso distintas explicaciones de en qué consiste el orden social y cuál es su base real. Para Marx es la estructura económica (nivel de desarrollo de los medios de producción y relaciones de producción específicas de un modo de producción) lo que está en la base de un orden social. Para Durkheim es el conjunto de normas sociales compartidas. Para Parsons es el conjunto de instituciones sociales que regulan la estructura de orientaciones para la acción, que a su vez se basa en la estructura de valores culturales. Para Habermas es el conjunto de todo lo anterior, a lo que suma la acción comunicativa.

## Principio de extensividad
Otro factor clave concerniente al orden social es el principio de extensividad, que propone que cuantas más normas y más importantes sean para una sociedad, mejor estas normas mantienen conjuntado al grupo; como por ejemplo ocurre con comunidades religiosas cerradas (como los amish, en Estados Unidos).

## Grupos y redes
En toda sociedad se produce la adscripción de los individuos a grupos (empresas, familias, iglesias, clubes, vecindades, etc.) La estructura interna de cada grupo suele reproducir la de la sociedad entera. Redes sociales y vínculos, tanto dentro de cada grupo como entre distintos grupos entre sí, crean el orden social.
La pertenencia a más de un grupo a veces es causa de conflicto, llegado el caso de tener que optar por uno u otro a los que cualquier individuo puede pertenecer, y especialmente en el caso de la exacerbación de los rasgos identitarios de pertenencia a alguno.

## Grupos de estatus
Los grupos de estatus (status groups, definidos por Max Weber) pueden basarse en cualquier tipo de característica personal (etnicidad, orientación sexual, edad, religión, economía, aficiones, etc.) Se definen como subculturas, que tienen un rango o estatus específico dentro del sistema de estratificación social. Las sociedades tienden a establecer una cierta jerarquía de grupos de estatus, concediendo a algunos un nivel social superior y a otros uno inferior. Independientemente de sus ingresos económicos, la sociedad otorga más estatus a los maestros que a los fontaneros.
El estilo de vida (lifestyle) caracteriza y distingue a los miembros de diferentes grupos de estatus: una familia judía celebrará el Hanukkah mientras que una cristiana hará lo propio con la Navidad; otros rituales identificarán diferencias culturales, lingüísticas, etc.
Dentro de cada grupo de estatus hay subdivisiones y grupos menores; así como el entrecruzamiento de grupos. Dentro de la sociedad estadounidense (melting pot), se puede ser un judío de clase alta o de clase baja; un cristiano de clase alta o de clase baja; se puede ser un judío de origen alemán o de origen ruso, un cristiano de origen irlandés (habitualmente católico) o de origen anglosajón (habitualmente protestante); un afroamericano rico o un afroamericano pobre, etc.

## Valores y normas
Los valores se pueden definir como "criterios internos para evaluación". Hay valores individuales y valores sociales, que modifican nuestros deseos de acuerdo con los principios éticos del grupo con el que nos asociamos: familia, amigos, compañeros de trabajo, etc.
Las normas nos indican lo que se espera de nosotros que hagamos en cada situación. Al contrario de los valores, son impuestas externamente al individuo. La sociedad como conjunto determina las normas, que pasan de generación en generación.

## Poder y autoridad
Como contradicción al concepto de normas y valores como mantenedores del orden social se plantea el campo de estudio denominado sociología de la desviación, que plantea la no universalidad de tales normas y valores dentro de las sociedades; y el papel de la autoridad como elemento necesario para su mantenimiento, o como control social derivado de la carencia de justicia social.
La clase dominante se define como la que ejerce en mayor medida el poder y la autoridad. Las normas difieren para cada clase, porque cada una de ellas mantiene distintos valores; resultando en la tensión entre clases altas y bajas.

## Orden espontáneo
El orden no se impone necesariamente por el control de las autoridades. Los individuos, buscando autónomamente su propio interés, crean sistemas predecibles y auto-ordenados (sistemas emergentes). Tales sistemas, no planificados ni diseñados por ninguna mente creadora, pueden ser preferibles a los resultado de un diseño consciente. Su predictibilidad no depende del control de un gobierno central; ni tampoco conduce necesariamente cada comportamiento individual al bienestar común del grupo. Thomas Schelling estudió desde esa perspectiva la segregación racial de los vecindarios, y sus hallazgos sugieren que la interacción puede producir predictivilidad, pero no siembre incrementa el orden social. Concluye que "cuando todos los individuos persiguen sus propias diferencias, se llega más bien a la segregación que a la integración"

## Honor social
El aspecto social del honor puede ser entendido como estatus social. Se considera que la distribución del prestigio o "aprobación, respeto, admiración o deferencia hacia una persona o grupo es capaz de establecer una cadena de mando en virtud de sus cualidades o funcionamiento imputado. El caso más común es que la gente asocie el honor social con el lugar que una persona ocupa en los sistemas materiales de riqueza y poder. Dado que la mayoría de las sociedades establecen riqueza y poder como cualidades deseables, son envidiadas o respetadas las personas que acumulan mayor cantidad de ellas.
Es una constante la búsqueda de "respeto" en las subculturas delincuenciales, y específicamente en la mafia (los "hombres de honor").
Cuando el honor social se entiende como estatus social, pasa a ser la medida del rango que una persona adquiere en el sistema de estratificación social. Puede adquirirse estatus cuando una persona gana posiciones en la base del mérito, por ejemplo por sus logros o su trabajo. El estatus también puede conseguirse por adscripción, cuando la posición de una persona se asigna a grupos o individuos no en función de su mérito sino en función de ciertas circunstancias que recaen más allá de su control, cosa especialmente clara cuando depende de las circunstancias del nacimiento ("la cuna", "la sangre" o "la casta", la familia -habitualmente la posición social del madre, si se es fruto de un matrimonio legítimo, las circunstancias de la primogenitura, etc.-, la raza, el sexo, la edad). El estatus adscrito puede heredarse. El estatus adquirido no. Ejemplos de uno y otro se dan incluso en la actual sociedad del espectáculo (Paris Hilton y Oprah Winfrey).

## Consecución del orden social
Se han establecido dos teorías para explicar el orden social. Según la primera, "el orden resulta de un gran número de diferentes decisiones para transferir los derechos y libertades individuales a un estado coercitivo a cambio de garantías de seguridad para personas y propiedades, así como del establecimiento de mecanismos de resolución de disputas". Según la segunda "la última fuente del orden social reside no en controles externos sino en una concordancia o valores y normas específicos que los individuos se han arreglado para internalizar de algún modo". Cómo se consigue el orden social es bien diferente según cada una de esas teorías. Según la primera, se consigue a través de una influencia y control externos, mientras según la segunda sólo se consigue con la aceptación individual del seguimiento de normas y valores internalizados, que nos acostumbramos a seguir. La insistencia de Max Weber en la importancia de la dominación y los sistemas simbólicos en la vida social ha sido continuada por Pierre Bourdieu, que desarrolló la idea de los órdenes sociales, transformándola por último en una teoría de campos.